# Bohrspülung
Bohrspülungen (auch Bohrschlamm oder englisch drilling mud) sind Flüssigkeiten, die bei Bohrungen durch das Bohrloch gepumpt werden. Es gibt drei Grundarten von Bohrspülungen, die flüssigen, gasförmigen sowie pneumatischen Bohrspülungen. Bei den flüssigen wird zwischen wasserbasierten und ölbasierten Bohrspülungen unterschieden. Bei den pneumatischen wird zwischen einphasigen und zweiphasigen Bohrschlämmen unterschieden. Für die einphasigen werden z. B. Luft oder Stickstoff verwendet. Bei den zweiphasigen kommen Nebel und Schaum zum Einsatz.

## Aufgaben
Eine Bohrspülung ist in der Regel ein Bentonit-Wasser-Gemisch, welches mittels hochtouriger Spezialmischer zu einer Suspension aufbereitet wird. Zur gezielten Steuerung der rheologischen Eigenschaften werden der Suspension auch Hilfsmittel, meist Polymere, zugegeben. Zur Erhöhung der Dichte kann Bentonit durch Schwerspat (Bariumsulfat) ersetzt werden. Die chemische Zusammensetzung einer Bohrspülung soll die Korrosion des Bohrwerkgestänges und Bohrwerkzeuges verringern, die durch die oft salzhaltigen Formationswässer hervorgerufen wird.
Bohrspülungen dienen im Wesentlichen zur Stabilisierung eines Bohrloches, zum Reinigen der Bohrlochsohle und zum Austrag des erbohrten Bodenmaterials (Bohrklein). Darüber hinaus reduzieren sie die benötigte Antriebsleistung sowie die Erhitzung von Bohrwerkzeug und Bohrgestänge durch Reibungswärme, indem sie Bohrmeißel und Gestänge schmieren und kühlen. Schwingungen des rotierenden Bohrgestänges werden gedämpft.
Eine wichtige Aufgabe erfüllt die Spülung bei der Ermittlung von Zuflüssen (Öl, Gas und Wasser) aus dem erbohrten Gesteinsverband sowie bei der Beherrschung der Formationsdrücke. Die Dichte der Bohrspülung wird dabei auf die Bohrtiefe und die zu erwartenden Formationsdrücke ausgelegt. Wenn der von der Dichte der Bohrspülung abhängige hydrostatische Druck der Bohrsäule (Spülungsdruck) kleiner ist als der Formationsdruck des in der Tiefe erbohrten Gesteins, kann es zu Gas- oder Flüssigkeitszutritten in das Bohrloch und zu Eruptionen von Bohrlochflüssigkeiten und Gasen, Ölen oder Wasser (Blowout) kommen. Ist der Spülungsdruck dagegen zu hoch, kann das umliegende Gestein aufgerissen und Spülung ins Gestein verpresst werden (Fracking). Diese Spülungsverluste sind ebenfalls zu vermeiden, da sie zu Bohrlochinstabilitäten führen können. Durch Zusätze zu Bohrspülungen können Formationsschädigungen verhindert werden, indem sie einen guten Filterkuchen aufbauen oder z. B. eine Absorption von Filtrat durch die Formation verhindern.

## Spülungskreislauf
Aus den Spülungtanks wird die Bohrspülung von den Spülpumpen angesaugt und von diesen mit hohem Druck durch das Bohrgestänge befördert. Sollte ein Untertagebohrmotor im Gestänge montiert sein, wird dieser teilweise durch die Spülung angetrieben. Am Bohrmeißel tritt die Spülung dann mit hoher Geschwindigkeit aus und trägt das Bohrklein durch den Ringraum an die Oberfläche. An der Oberfläche wird die Bohrspülung durch diverse Systeme – wie z. B.: Schüttelsieb, Desander (Entsandung), Desilter (Entschlammung), Degaser (Entgasung) sowie Dekanter (Separierung) – aufbereitet und tritt wieder in die Spülungstanks ein.

## Spülungszusätze
- Beschwerungsmittel, wie beispielsweise Baryt, Salz oder Bentonit
- Viskositätsmittel, wie z. B. Bentonit, Xanthan Gum oder Guar Gum
- Toninhibierungsmittel, wie z. B. Pottasche (Kaliumkarbonat)
- Viskositätreduzierer
- Emulgatoren
- Material zur Bekämpfung von Spülungsverlusten, wie z. B. Kalzit, zerkleinerte Nussschalen
- Spezialzusätze, z. B. CMC